# Aphytis hispanicus
Aphytis hispanicus är en stekelart som först beskrevs av Mercet 1912.  Aphytis hispanicus ingår i släktet Aphytis och familjen växtlussteklar. Arten är reproducerande i Sverige. Inga underarter finns listade i Catalogue of Life.